# Alkotmányosalapismeretek-vizsga
Az alkotmányosalapismeretek-vizsga sikeres letétele a magyar állampolgárságról szóló 1993. évi LV. törvény (a továbbiakban: Ápt.) 4. § (1) bekezdés e) pontja értelmében a honosítását kérő cselekvőképes nagykorú személynek – a hivatkozott törvény 4/A. § (2) bekezdésében meghatározott kivételekkel – kötelező. A sikeres vizsgához az általános iskolai Alkotmányos alapismeretek című tankönyv anyagát és Magyar Köztársaság Alkotmányának tartalmát kell ismerni.

## A vizsga helye, jelentkezés
A vizsgát a lakóhely szerint illetékes kormányhivatalban kell letenni, a hivatal vezetője által kijelölt vizsgabizottság előtt, jelentkezni a hivatkozott helyen megadott nyomtatvánnyal lehet.

## A vizsga témakörei
1. Magyarország helye a Kárpát-medencében, Európában és nemzetközi szervezetekben (ENSZ, Európa Tanács, NATO, Európai Unió)
2. Magyarország nemzeti jelképei és ünnepei (címer, zászló, korona, Himnusz, Szózat, nemzeti ünnepek)
3. Magyarország történetének fordulópontjai (honfoglalás-államalapítás; az Árpád-ház kihalása, török uralom, Habsburg fennhatóság, 1848–49-es forradalom és szabadságharc, kiegyezés, első és második világháború, 1956-os forradalom, 1990. évi rendszerváltoztatás)
4. A képzőművészet, a zene és a tudomány kiemelkedő magyar képviselői
5. A magyar irodalom meghatározó személyiségei
6. Az Alkotmány alapvető intézményei (Országgyűlés, köztársasági elnök, Kormány, az Alkotmánybíróság és az igazságszolgáltatás)
7. A közigazgatás felépítése (központi, területi, helyi szervek, önkormányzati igazgatás)
8. Alapvető állampolgári jogok és kötelezettségek (szabadságjogok, gazdasági, szociális és kulturális jogok, állampolgári kötelezettségek és az állampolgári jogok védelme)
9. A magyar állampolgárság (keletkezése, megszerzése, megszűnése és igazolása)[1]

## Minták tételsorokra

### 1. Tételsor
1/a.	Népünk eredete, útja a Kárpát-medencéig; A honfoglalás; A kereszténység felvétele és az államalapítás

1/b.	Az Alkotmány
2/a.	A tatárjárás; A középkori Magyarország virágzása; Harc a törökök ellen

2/b. 	Az Országgyűlés
3/a. 	Mátyás állama; Mohács – az ország három részre szakadása

3/b.	Választási rendszerünk: az országgyűlési képviselők választása
4/a.	Függetlenségi háborúk; Buda felszabadítása

4/b.	Választási rendszerünk: a helyi önkormányzati képviselők és polgármesterek választása
5/a.	II. Rákóczi Ferenc szabadságharca; Magyarország a XVIII. században

5/b.	A népszavazás, mint a hatalomgyakorlás közvetlen formája
6/a.	A reformkor nagyjai (Széchenyi István, Kossuth Lajos)

6/b.	Választási rendszerünk: a köztársasági elnök választása, feladatai
7/a.	Az 1848–49-es forradalom és szabadságharc

7/b.	A magyar művészet világa: mutasson be 1-1 Ön által kiválasztott személyt az irodalom és a festészet világából
8/a.	Önkényuralom és kiegyezés

8/b.	Az Alkotmánybíróság hatásköre, szervezete, eljárása
9/a. 	A polgárosodó Magyarország I. (gazdaság)

9/b.	A bíróság; Az ügyészség
10/a.	A polgárosodó Magyarország II. (politika)

10/b.	Az országgyűlési biztosok; A fegyveres erők és a rendőrség
11/a.	Magyarország az első világháborúban és a világháború után

11/b.	Az Állami Számvevőszék
12/a.	Trianon; A Horthy-rendszer kialakulása és megszilárdulása

12/b.	Nevezze meg és ismertesse nemzeti jelképeinket és ünnepeinket!
13/a.	Magyarország a második világháborúban

13/b.	Állampolgári jogok (kialakulása, forrásai, csoportosítása)
14/a. 	A német megszállás és a nyilas rémuralom

14/b. 	A közigazgatás: a minisztériumok és a megyei közigazgatási hivatalok
15/a. 	A demokrácia reménye és esélye

15/b.	A magyar művészet világa: mutasson be 1-1 Ön által kiválasztott személyt az irodalom és	a festészet világából
16/a. 	A kommunista hatalomátvétel és diktatúra

16/b.	A közigazgatás: a Kormány feladata, összetétele
17/a.	A Rákosi-diktatúra válsága

17/b.	Az államigazgatási eljárás
18/a. 	Az 1956. évi forradalom és szabadságharc

18/b. 	Magyarország földrajzi elhelyezkedése, államformája, pénzneme és területi tagozódása
19/a.	A Kádár-korszak

19/b.	Magyarország helye Európában: az Európa Tanács és az Európai Unió
20/a.	A demokratikus Magyarország megszületése

20/b.	A magyar művészet világa: mutasson be 1-1 Ön által kiválasztott személyt a szobrászat és a zene világából!
21/a. 	Önkormányzati igazgatás; A jegyző

21/b.	Magyarország helye Európában: az ENSZ és a NATO
22/a.	Az állampolgárok egyenjogúsága; Az állampolgárok alapvető kötelezettségei; Az állampolgári jogok védelme

22/b.	A magyar művészet világa: mutasson be 1-1 Ön által kiválasztott személyt a szobrászat és a zene világából!
23/a.	A magyar állampolgárság (fogalma, keletkezése és megszerzése)

23/b.	Mutasson be 1-1 Ön által kiválasztott személyt a tudományos élet és a hittudomány	világából!
24/a. 	A magyar állampolgárság (alapelvei, megszűnése és megszüntetése)

24/b.	Mutassa be Széchényi Ferenc és Széchenyi István szerepét a kulturális életben!

### 2. Tételsor
1/a.      Ismertesse, milyen kiemelkedően fontos nemzetközi szervezeteknek tagja a Magyar Köztársaság! Röviden mutassa be ezeket a szervezeteket!

1/b.      Az Alkotmány fogalma, alapvető intézményei. Az Alkotmány általános rendelkezései.
2/a.      Röviden mutassa be az Európai Uniót (szervezete, működése)! Mi az Európai Unió célja? Hogyan találkozik nemzetközi érdekeinkkel?

2/b.      Az Országgyűlés (az Országgyűlés feladatai, működése, a képviselők jogai és kötelességei)
3/a.      Ismertesse Magyarország földrajzi elhelyezkedését, államformáját, pénznemét és területi tagozódását!

3/b.    A magyar választási rendszer (választási alapelvek, választási eljárás)
4/a.      Adjon rövid leírást a Magyar Köztársaság nemzeti jelképeiről, valamint nemzeti ünnepeiről!

4/b.    Az országgyűlési képviselők választása.
5/a.    A nemzeti zászló és a nemzeti szimbólumok. Mondja el a Himnusz első versszakát!

5/b.    A helyi önkormányzati képviselők és polgármesterek választása.
6/a.    A magyar nép eredete és vándorlásai

6/b.    Az Állami Számvevőszék.
7/a.    A honfoglalás és az államalapítás (Árpád vezér, Géza fejedelem és Szent István király szerepe a magyar történelemben).

7/b.    A köztársasági elnök választása, hatáskörei.
8/a.    Az Árpád-házi királyok. A tatárjárás. A középkori Magyarország virágzása.

8/b. Az Alkotmánybíróság.
9/a.   Törökellenes harcok a 15-16. században (Hunyadi János és Hunyadi Mátyás A mohácsi vész – az ország három részre szakadása)

9/b.    Az országgyűlési biztosok.
10/a.    Buda felszabadítása. A Habsburg-uralom. A Rákóczi-szabadságharc.

10/b.   A fegyveres erők és a rendőrség
11/a.   A reformkor. Forradalom és szabadságharc 1848-49-ben.

11/b.   A közigazgatás fogalma és szervezeti rendszere.
12/a.   A kiegyezés. A polgárosodó Magyarország.

12/b.   A kormány főbb feladatai, megalakulása, megszűnése.
13/a.      Magyarország részvétele az I. világháborúban.

13/b.   A helyi önkormányzatok.
14/a.   A trianoni békeszerződés. Magyarország a két világháború között.

14/b.   Az ügyészség. A bíróság.
15/a.   Magyarország a II. világháborúban. A német megszállás és a nyilas uralom.

15/b.   Az országos és a helyi népszavazás.
16/a.   A II. világháborút követő időszak (1945-1956.). A kommunista diktatúra évei (Rákosi-rendszer)

16/b.   A közigazgatási szervek eljárása.
17/a.   Az 1956. évi forradalom és szabadságharc. A kádári konszolidáció.

17/b.   Az állampolgári jogok csoportosítása. Magyarázza el az egyes állampolgári jogok tartalmát!
18/a.   A politikai rendszerváltozás: a demokratikus Magyarország megszületése.

18/b.   Az állampolgári jogok állampolgári jogok védelme. Az állampolgárok kötelezettségei.
19/a.   A magyar ősköltészet és a magyar korai középkor irodalma.

19/b.   Ismertesse a magyar állampolgárság fogalmát, alapelveit és a magyar állampolgárság keletkezését!
20/a.   A reneszánsz és a barokk irodalom, valamint a felvilágosodás és a klasszicizmus Magyarországon.

20/b.   A kormány összetétele és működése.
21/a.   A magyar irodalom a romantika korában.

21/b.   A magyar állampolgárság megszerzése, megszűnése. A magyar állampolgárság igazolása.